# Nessuno (saggio narrativo)
Nessuno - L'Odissea raccontata ai lettori d'oggi è un libro scritto da Luciano De Crescenzo e pubblicato nel 1997.
Il libro parla dell'Odissea in rivisitazione umoristica e moderna. Il titolo fa riferimento al protagonista del poema epico, Ulisse, che grazie ad una astuzia confonde Polifemo, un Ciclope ostile, dichiarando di chiamarsi Nessuno. Ecco come l'autore commenta la scelta del titolo:

## Trama
Il libro si apre descrivendo il concilio degli Dei in cui Atena chiede al padre Zeus di lasciar tornare in patria Ulisse, il suo protetto; il dio si lascia convincere e invia Hermes, messaggero degli dei, dalla ninfa Calipso, che teneva prigioniero l'eroe per intimarle di lasciarlo andare, e contemporaneamente Atena va a Itaca, da Telemaco, figlio di Odisseo, e sotto le false vesti di Tafi, gli rivela che suo padre non è morto ma è tenuto prigioniero da una ninfa e presto sarà liberato; inoltre suggerisce al ragazzo di andare dal saggio Nestore, re dell'isola di Pilo e da Agamennone, sovrano di Sparta a chiedere notizie di suo padre.
Dopo quest'incontro Telemaco indice un'assemblea per convincere il popolo a ribellarsi contro i Proci che si erano insediati nel castello, poi, reperiti nave e rematori, va a Pilo, dove parla con Nestore ma non ricava nessuna informazione, allora, insieme a Pisistrato, figlio del re di Pilo, va da Menelao, che gli dice di non aver più visto suo padre ma di aver saputo che è prigioniero della ninfa Calipso, presso l'isola di Ogigia.
Dal 5°canto in poi il protagonista diventa Ulisse, il quale, all'arrivo di Hermes a Ogigia, è sulla spiaggia che piange, sperando di rivedere sua moglie e la sua terra. Hermes annuncia alla ninfa la volontà degli dei: deve lasciar partire l'eroe e aiutarlo a costruirsi una zattera per raggiungere l'isola dei Feaci. Calipso, dopo avergli offerto l'immortalità se fosse stato al suo fianco e vedendosela rifiutata, seppur a malincuore lo lascia partire.
Il viaggio prosegue tranquillo fino al 18º giorno e già l'isola dei Feaci è già in vista, quando Poseidone, accortosi di Ulisse, scatena una terribile tempesta. Ino, però, gli porge una veste e gli dice di lasciare andare il relitto della zattera e spogliarsi; egli, seppur diffidente fa come gli dice la dea, e dopo due giorni di nuoto, arriva all'isola, dove si addormenta. Viene risvegliato da voci di fanciulle tra cui Nausicaa, la figlia del re, che gli indica la via del castello. Una volta arrivato viene accolto con grandi onori e chiede ad Alcinoo una nave per tornare in patria; il re gliela concede ma prima di lasciarlo partire indice in suo onore delle gare sportive dove il nostro eroe vince, poi chiede ad un aedo di raccontare le vicende del cavallo di Troia e si commuove, il re lo nota e gli chiede il perché. Ulisse allora rivela la sua vera identità e inizia a narrare le sue avventure: partito da Troia vaga per i mari in compagnia dei suoi compagni, finché si fermano presso l'isola dei Ciconi, dove inizialmente fanno razzie, ma con l'arrivo dei rinforzi sono costretti a fuggire. Stavano navigando verso Itaca, quando però una violenta tempesta li spinge sull'isola dei Lotofagi; alcuni marinai si cibano dei fiori presenti e perdono completamente la memoria.
La tappa seguente è alla terra dei Ciclopi, dove Ulisse preso dalla curiosità insieme a 12 marinai entra in una grotta piena di formaggi e latte; poco dopo arriva il proprietario: un gigante seguito da un gregge di pecore e mette un grande masso all'entrata della grotta. Il gigante si accorge degli intrusi e decide di mangiarne due a sera concedendo a Ulisse, che gli aveva detto di chiamarsi Nessuno, di essere mangiato per ultimo. L'eroe però, che non voleva finire così fa ubriacare il ciclope appuntisce un paletto e lo scaglia nell'unico occhio del gigante che, urlando, richiama gli altri giganti, ma quando lui afferma che era stato Nessuno a fargli del male se ne vanno. A questo punto Ulisse lega i compagni sotto il ventre dei montoni che escono dalla grotta e lui stesso si aggrappa al manto del più grosso, riuscendo così a raggiungere la nave. Giunge poi all'isola del dio Eolo il quale, prima di partire, gli dona un otre pieno di venti, i suoi marinai curiosi lo aprono e scatenano una violenta tempesta, tornano dal dio ma vengono scacciati malamente. Approdano all'isola dei Lestrigoni e, poiché uno di loro viene mangiato dal re, decidono di fuggire, ma tutte le loro navi, ad eccezione di quella di Ulisse, vengono distrutte.
La tappa successiva è all'isola di Eea, dove la maga Circe e le sue ancelle trasformano tutti i compagni di Ulisse in porci, solo il protagonista, in seguito all'intervento di Hermes, resiste all'incantesimo e riesce a liberare i suoi compagni, rimanendo però più di un anno sull'isola.
La maga lo informa che per continuare il suo viaggio deve scendere nell'Ade e chiedere consiglio al saggio Tiresia, il quale lo informa che riuscirà a tornare in patria solo dopo aver superato notevoli pericoli, gli raccomanda di non uccidere i buoi del sole e gli preannuncia la scontro con i proci nel suo castello. Tornato in superficie, Circe gli indica il modo per superare indenne l'isola delle Sirene: mettere della cera nelle orecchie dei suoi marinai, per neutralizzare il canto delle giovani. Gli suggerisce anche il modo per passare oltre Scilla e Cariddi, sacrificando al mostro alcuni suoi compagni. Giungono poi nei pressi dell'isola di Trinacria dove la maga e l'indovino gli avevano suggerito di non fermarsi poiché i marinai non avrebbero resistito alla fame mangiando i buoi del dio Sole e destandone l'ira, i suoi compagni però non lo ascoltano, scatenando la furia del dio che, attraverso Zeus, spezza in due le navi provocando la morte di tutti i marinai eccetto Ulisse, il quale riesce a raggiungere Ogigia.
Terminato il racconto i Feaci accompagnano Ulisse a Itaca e lo abbandonano sulla spiaggia addormentato. Ulisse si reca da Eumeo, il guardiano delle pecore che gli era sempre stato fedele facendosi passare per un nobile caduto in rovina. Dopo aver consumato una cena sostanziosa incontra Telemaco, il suo giovane figlio, di ritorno da Sparta, il quale era riuscito a sopravvivere all'agguato dei Proci e gli rivela la sua identità.
Il giorno seguente si recano insieme, al castello dove i pretendenti stanno banchettando e Ulisse partecipa alla cena come accattone di corte dopo aver sconfitto Iro; viene riconosciuto solo dal suo vecchio cane Argo, il quale vedendolo muore.  Odisseo, dopo aver raccontato a Penelope che il marito tornerà, chiede di farsi lavare i piedi dall'ancella più anziana, la vecchia Euriclea la quale lo riconosce da una vecchia cicatrice, ma gli promette di non rivelarlo a nessuno. L'eroe trascorre così alcuni giorni al castello, accettando anche di essere insultato.
Penelope, su consiglio della dea Atena indice una gara con l'arco di Ulisse: chi fosse riuscito a far passare la freccia attraverso dodici scuri, sarebbe diventato suo marito. Tutti i Proci si cimentano nella prova ma nessuno ci riesce; Ulisse, dopo aver rivelato la sua identità a Eumeo e Filezio, due servi fedeli, riesce a superare la prova e, chiuse le porte del castello, stermina i Proci. Penelope, incredula, pone alcune domande alle quali, solo suo marito avrebbe potuto rispondere verificando così che si tratta realmente del suo consorte, creduto morto.
I Proci finiti nell'Ade, raccontano agli altri capi achei, del ritorno trionfale del re di Itaca. Contemporaneamente egli va alla ricerca del padre, ma prima di poterlo riabbracciare deve rispondere ad alcune domande. I parenti dei Proci morti cercano la vendetta ma giunti al castello, Empite a capo della protesta viene ucciso, e dopo l'intervento di Zeus ognuno torna a casa propria.

## Edizioni
- Luciano De Crescenzo, Nessuno, Mondadori, 1997,  pp. 250, ISBN 978-88-04-45415-1.